# Hellen
Hellen (Ἕλλην) var den mytologiska patriarken för Hellenerna, son till Deukalion och Pyrrha. Landet Grekland har fått sitt grekiska namn, Hellas, efter Hellen.
De fyra grekiska stammarna härledde sina anor till Hellens ättlingar; aiolerna från hans son Aiolos, dorerna från hans son Doros, jonerna från Ion och achaierna från Achaios, bägge söner till Xuthos.